# Tom Hegermann
Tom Hegermann (* 1960 in Duisburg) ist Journalist, Moderator und Trainer. Bekannt ist er vor allem als Radiomoderator des Westdeutschen Rundfunks. Von 1991 bis 2016 moderierte er 25 Jahre lang bei WDR 2, anschließend noch einige Zeit bei WDR 5. Inzwischen konzentriert er sich auf seine Aufgaben als Veranstaltungsmoderator und Kommunikationstrainer.
Hegermann studierte Politik, Geschichte, Amerikanistik und Journalismus an der Gesamthochschule Duisburg und der American University in Washington D.C. und ist seit 1984 freier Journalist.
Seit 1991 arbeitete er als Radiomoderator und übernahm ab 1993 zusätzlich die Moderation von Kongressen, Tagungen, Podiumsdiskussionen und anderen Veranstaltungen. Inzwischen hat er mehr als 2.000 Veranstaltungen moderiert. Außerdem ist er als Trainer rund um das Thema „Kommunikation in der Öffentlichkeit“ tätig und bietet unter anderem Interview-, Vortrags-, Gesprächsführungs- und Moderationsseminare an.